# Міддлбуш (Нью-Джерсі)
Міддлбуш (англ. Middlebush) — переписна місцевість (CDP) в США, в окрузі Сомерсет штату Нью-Джерсі. Населення — 2368 осіб (2020).

## Географія
Міддлбуш розташований за координатами 40°30′21″ пн. ш. 74°32′0″ зх. д. / 40.50583° пн. ш. 74.53333° зх. д. (40.505696, -74.533370).  За даними Бюро перепису населення США в 2010 році переписна місцевість мала площу 5,15 км², з яких 5,15 км² — суходіл та 0,00 км² — водойми.

## Демографія
Згідно з переписом 2010 року, у переписній місцевості мешкало 2326 осіб у 834 домогосподарствах у складі 592 родин. Густота населення становила 451 особа/км².  Було 868 помешкань (168/км²).
Расовий склад населення:
| - 62,8 % — білих - 20,0 % — азіатів - 12,6 % — чорних або афроамериканців - 0,2 % — корінних американців - 1,7 % — осіб інших рас |

До двох чи більше рас належало 2,6 %. Частка іспаномовних становила 6,9 % від усіх жителів.
За віковим діапазоном населення розподілялося таким чином: 24,6 % — особи молодші 18 років, 60,3 % — особи у віці 18—64 років, 15,1 % — особи у віці 65 років та старші. Медіана віку мешканця становила 42,6 року. На 100 осіб жіночої статі у переписній місцевості припадало 97,3 чоловіків;  на 100 жінок у віці від 18 років та старших — 92,0 чоловіків також старших 18 років.
Середній дохід на одне домашнє господарство  становив 156 203 долари США (медіана — 142 188), а середній дохід на одну сім'ю — 199 904 долари (медіана — 160 703). За межею бідності перебувало 1,3 % осіб, у тому числі 0,0 % дітей у віці до 18 років та 2,8 % осіб у віці 65 років та старших.
Цивільне працевлаштоване населення становило 1438 осіб. Основні галузі зайнятості: освіта, охорона здоров'я та соціальна допомога — 20,4 %, виробництво — 15,6 %, науковці, спеціалісти, менеджери — 13,6 %.